# حوزه انتخابیه پنجم پنسیلوانیا
حوزه انتخابیه پنجم پنسیلوانیا یک حوزه انتخابیه مجلس نمایندگان آمریکا است که در ایالت پنسیلوانیا قرار دارد.